# 硬毛虫豆
硬毛虫豆（学名：Cajanus goensis）为豆科木豆属下的一个种。

## 扩展阅读
- 維基物種上的相關：硬毛虫豆